# Bajt al-Hikma
Bajt al-Hikma (Dům moudrosti, بيت الحكمة‎, anglická transkripce Bait al-Hikmah) je název instituce, kterou v Bagdádu založil snad v roce 832 chalífa Al-Ma'mún, syn Hárúna ar-Rašída, a která sehrála významnou roli v upevňování a rozvíjení středověké vzdělanosti.

## Činnost a význam

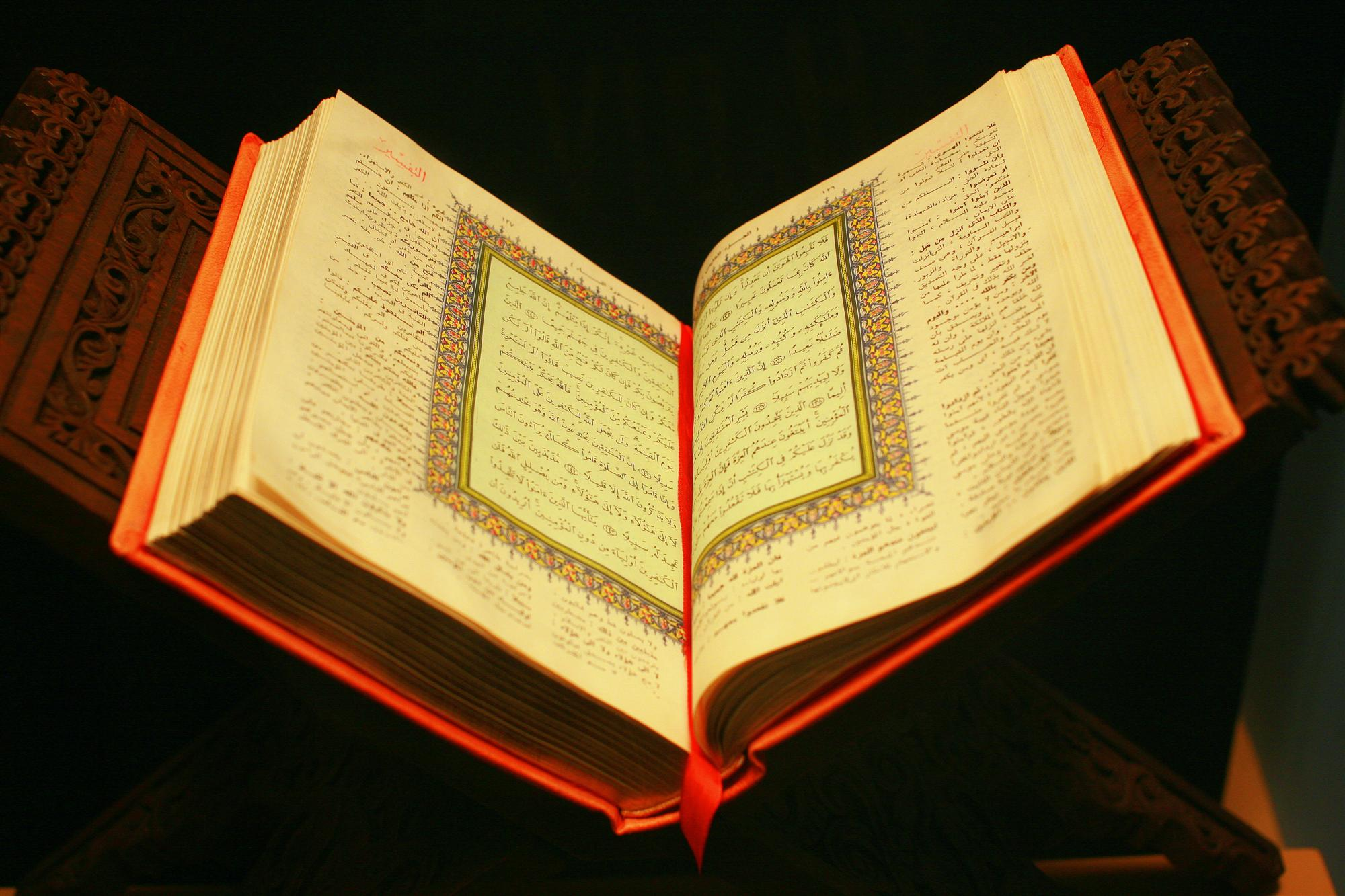
Studium Koránu patřilo k nejvýznačnějším úkolům školy.

Dům moudrosti byl v jistém smyslu obdobou university. Zahrnoval knihovnu i vědecký ústav a jeho hlavní úloha spočívala v produkci vědeckých děl a překladů z cizích literatur: zejména z literatury starořecké, ale i římské a orientální (egyptské, perské, čínské a indické). Zvláštní důraz se kladl na zpracování Aristotelových spisů, které překladatelé opatřovali komentářem (Tomáš Akvinský např. četl Aristotela ve zpracování bagdádských učenců). Z arabštiny se pak spisy překládaly do dalších jazyků, zejména do hebrejštiny, latiny, perštiny a turečtiny. Dům moudrosti i samotný Bagdád představovaly centrum, kde se prolínaly prvky různých kultur: kromě arabské a perské (muslimské) to byla kultura židovská či křesťanská a kultura Dálného Východu. Dům moudrosti vycházel z tradiční bagdádské vzdělanosti a naopak zpětně dopomáhal jejímu rozvoji. Během rozkvětu města (který trval cca do roku 1258) se v něm nacházelo na stovku knihkupectví a krámků s psacími látkami a potřebami a 30 knihoven.

## Založení
Dům moudrosti byl založen před rokem 830 z iniciativy abbásovského chalífy al-Ma’múna. Podle legendy se al-Ma’múnovi zjevil ve snu Aristoteles ze Stageiry a vybídl ho, aby dal do arabštiny přeložit jeho dílo i díla ostatních antických myslitelů. Al-Ma’mún proto shromáždil mnoho překladatelů i ostatních představitelů arabské inteligence, tzn. především lékařů a filosofů. Aby získal fond budoucí knihovny, vysílal za hranice říše (zejm. do Byzance) výpravy, jejichž vedením pověřoval vzdělance. Tyto expedice měly za úkol nakoupit a přivézt cenné rukopisy.

## Popis
Arabský historik al-Maqrizí napsal, že Dům moudrosti byl přístupný veřejnosti, a pokračoval v popisu slovy: „Kdokoli chtěl, mohl si svobodně okopírovat kteroukoli knihu nebo si i přečíst libovolnou knihu z knihovny. Učenci studovali korán, astronomii, gramatiku, lexikografii a medicínu. (...) K údržbě zařízení byli jmenováni sluhové, dveřníci a další personál.“ Interiér byl nákladně vybaven. Podle al-Maqriziho se v budovách nacházely koberce a závěsy.

## Vzdělanci spjatí s Domem moudrosti
Jedna z prvních osob, kterou chalífa pověřil správou Domu moudrosti, byl učenec Júhanná (Jan) ibn Másawajh. Jednalo se o chalífova osobního lékaře a učitele medicíny, křesťana syrského původu. Masawjaha v úřadu vystřídal jeho žák Hunajn ibn Išák (byl do něj opět jmenován chalífou). Hunajn je autor učebnice oftalmologie, která měla velký význam pro arabskou i evropskou vědu následujících staletí a která je prvním dílem svého druhu, jež obsahuje anatomické nákresy. K všestranným osobnostem působícím v Domě moudrosti patřil i polyhistor al-Kindí.
Vzdělanci spjatí s Domem moudrosti byli placeni státem. Podle některých zdrojů dostávali významní spisovatelé a překladatelé zlato o váze knihy, jíž přispěli k rozvoji vzdělanosti a prestiži „univerzity“. Tito učenci byli zpravidla široce zaměřeni, zabývali se řadou oborů – často to byla filosofie ve spojení s matematikou, medicínou a dalšími exaktními vědami.